# 不列颠统治者 (盎格鲁-撒克逊时代)

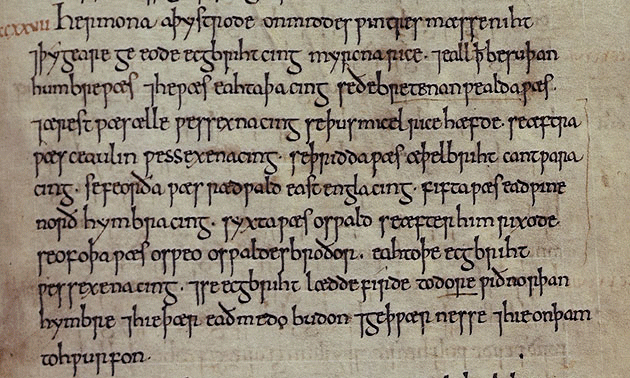
《盎格鲁-撒克逊编年史》的827年条目，共列举了8位不列颠统治者。

不列颠统治者（古英語：、或），音译布雷特瓦尔达，是一个古英语词汇，首次记录于9世纪末的《盎格鲁-撒克逊编年史》。它被用来称呼从5世纪开始盎格鲁-撒克逊诸王国的一些统治者，这些人成为了其它（一些或全部）盎格鲁-撒克逊王国的宗主。不清楚这个词是在5世纪就开始被用以称呼那些国王，还是直到9世纪才被发明。这个词也出现在统一英格兰的威塞克斯国王埃塞尔斯坦的一份特许状中。
7世纪中叶至9世纪初期，总体而言麦西亚的统治者是当时的盎格鲁-撒克逊诸王中最强大的，但编年史却没有为他们冠以这个头衔，普遍认为这是编年史的反麦西亚偏见导致的。《威尔士年鉴》则一直认可诺森布里亚国王是“撒克逊人的国王”，直到716年诺森布里亚的奥斯雷德一世死亡。

## 不列颠统治者列表

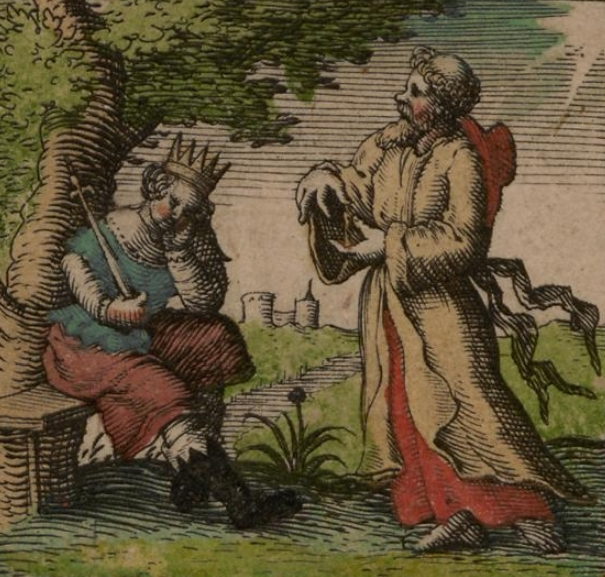
约翰·斯皮德的著作《撒克逊七国时代》（1611年）的插画中的诺森布里亚的埃德温（左）

### 《盎格鲁-撒克逊编年史》列出的不列颠统治者
- 萨塞克斯的埃尔（488年—约514年在位）
- 威塞克斯的查乌林（560年—592年在位，593年去世）
- 肯特的埃塞尔伯特（590年—616年在位）
- 东盎格利亚的雷德沃尔德（约600年—约624年在位）
- 诺森布里亚的埃德温（616年—633年在位）
- 诺森布里亚的奥斯瓦尔德（633年—642年在位）
- 诺森布里亚的奥斯威（642年—670年在位）
- 威塞克斯的埃格伯特（829年—839年在位）
- 威塞克斯的阿尔弗雷德（871年—899年在位）

### 有相似或更大权力的麦西亚统治者
- 麦西亚的彭达（约626年—655年在位）
- 麦西亚的伍尔夫希尔（658年—675年在位）
- 麦西亚的埃塞尔雷德（675年—704年在位，716年去世）
- 麦西亚的埃塞尔博尔德（716年—757年在位）
- 麦西亚的奥法（757年—796年在位）
- 麦西亚的琴伍尔夫（796年—821年在位）

### 其他宣称者
- 威塞克斯的埃塞尔斯坦（927年—939年在位）